# Flavio (opera)

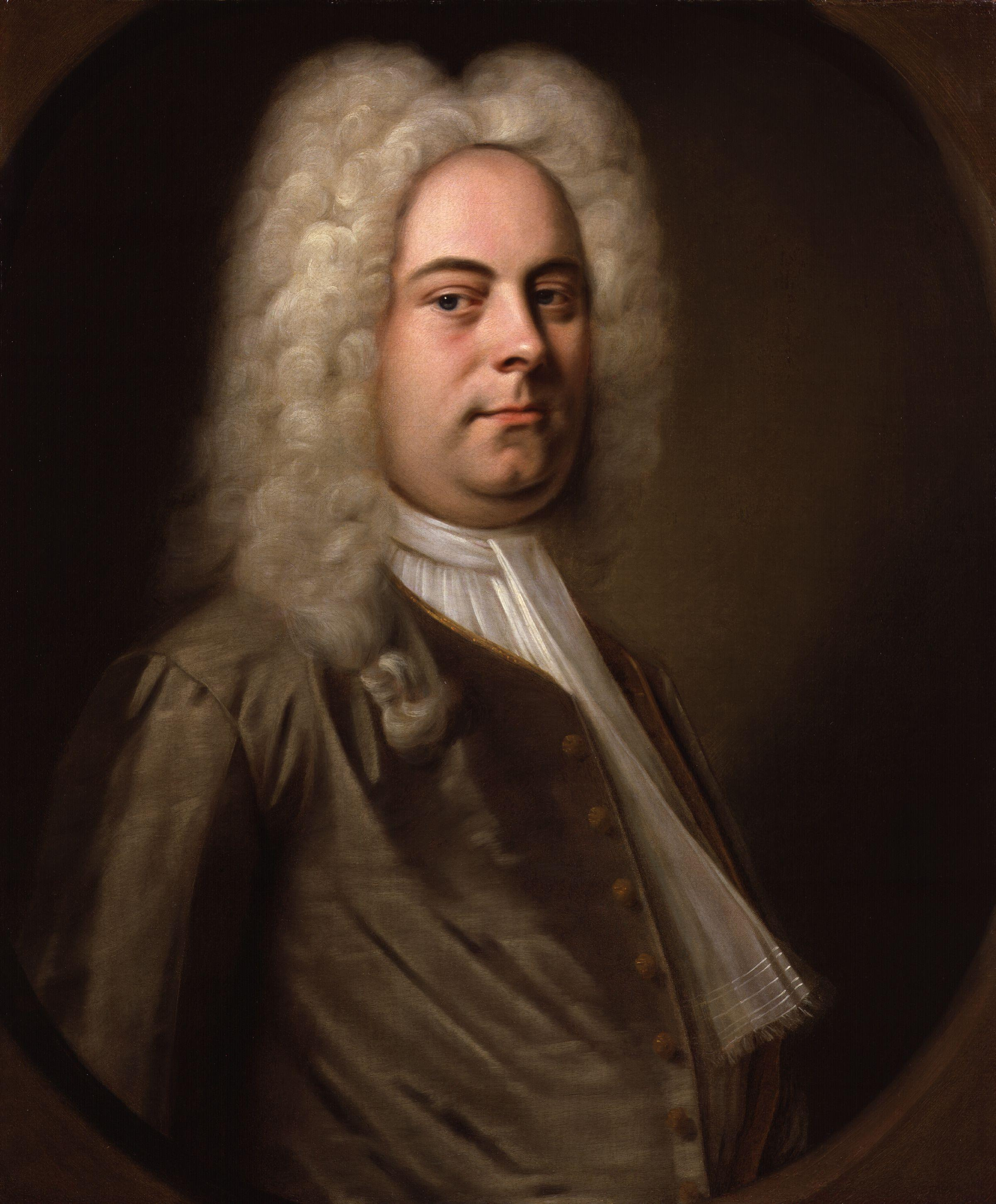
Georg Friedrich Händel

Flavio, re de' Longobardi (Flavius, Langobardernas kung) (HWV 16) är en opera seria i tre akter med musik av Georg Friedrich Händel och libretto av Nicola Francesco Haym efter Matteo Noris roman Flavio Cuniberto (1682).

## Historia
Med Flavio rörde sig Händel mot en mer human form av opera där de mänskliga förhållandena fick alltmer utrymme. Handlingen tilldrar sig i Lombardiet under medeltiden som då styrdes av stammen Langobarderna. Operan hade premiär den 14 maj 1723 på The Queen's Theatre, Haymarket, London (senare The King's Theatre). 

## Personer
- Flavio, kung av Lombardiet (altkastrat)
- Guido, son till Ugone (altkastrat)
- Emilia, dotter till Lotario (sopran)
- Vitige (sopran)
- Teodata, dotter till Ugone (kontraalt)
- Lotario (bas)
- Ugone (tenor)

## Handling

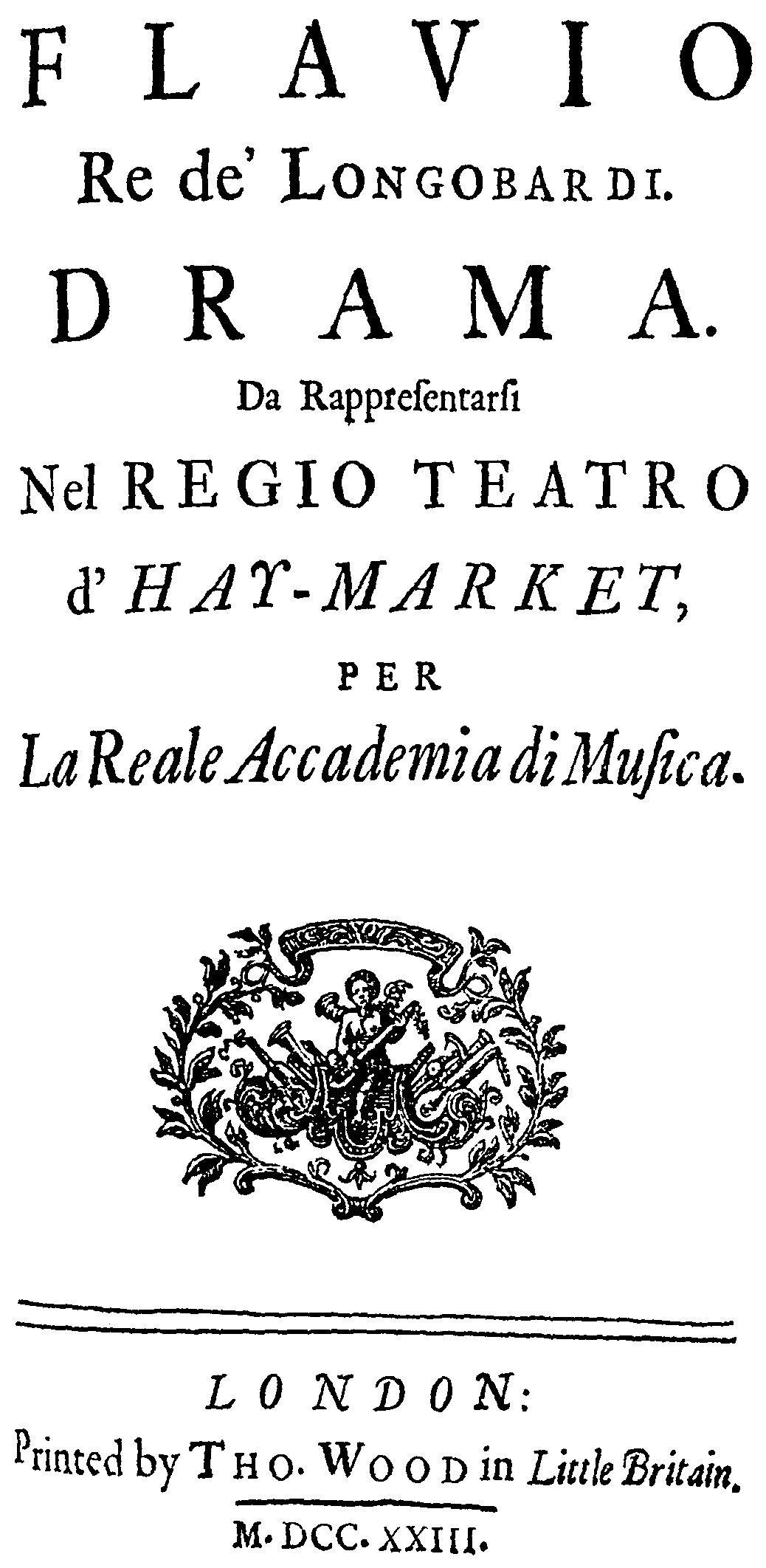
Titelsida till librettot.

Kung Flavio har två äldre rådgivare, Ugone och Lotario. Ugone har sonen Guido och dottern Teodata. Lotario har dottern Emilia.

### Akt I
Teodata inbjuder sin älskare Vitige att närvara vid hennes broder Guidos förlovning med Emilia. Efter förlovningen presenterar Ugone dottern för kungen som blir förtjust i henne. Lotario bjuder in honom till bröllopet mellan Guido och Emilia. Kungatronen i England är vakant och Flavio utnämner Ugone med avsikten att kunna uppvakta Teodata i faderns frånvaro. Utnämningen väcker Lotarios avundsjuka. Han slår till Ugone som ber Guido att försvara faderns heder. Då Emilia kommer in ber Guido henne om ett tecken på hennes kärlek. Detta gör henne ytterst förbryllad. Under tiden har Flavio avslöjat för Vitige att han är intresserad av Teodata.

### Akt II
Teodata möte med Flavio avbryts av faderns ankomst. Han är upprörd. Teodata misstolkar orsaken till Ugones distraktion då han ser hennes kärlek till Vitige. Lotario förbjuder Emilia att gifta sig med Guido. Vitige blir förskräckt när Flavio ber honom att ordna ett möte med Teodata. Han berättar allt för Teodata och ber henne att uppträda behärskat om Flavios ilska skulle väckas. Guido möter Lotario och sårar honom dödligt i en strid men Lotario berättar för Emilia vem hans baneman är innan han dör.

### Akt III
Emilia och Ugone vädjar till Flavio angående mordet på Lotario. Den ena ber om rättvisa och den andra prisar dådet. Flavio visar iväg dem då han är upptagen med mötet med Teodata. Han ber Vitige att förmedla hans kärlek till Teodata men tar snart över uppvaktningen. Teodata går med på att bli Flavios drottning. Emilia avvisar Guido och han ger henne svärdet som han dödade hennes fader med i syfte att döda honom. Men hon kan inte utföra dådet. Vitige och Teodata avslöjas av Flavio i en öm omfamning och de förklarar varandra sin kärlek. Emilia anländer och Flavio skrämmer upp henne med budet om att Guido har blivit halshuggen för mordet på hennes fader. Hennes reaktion avslöjar hennes känslor för Guido. Flavio välsignar de båda paren och sänder Ugone att regera över England.